# فابریتسیو کاپوچی
فابریتسیو کاپوچی (انگلیسی: Fabrizio Capucci؛ زاده ۴ اوت ۱۹۳۹) بازیگر و تهیه‌کننده ایتالیایی است.
از فیلم‌های معروف او می‌توان به بازی در اولین عشق اشاره کرد.